# نيك بوستروم
نيك بوستروم (بالسويدية: Nick Bostrom)‏ فيلسوف سويدي في جامعة أوكسفورد ولد في 10 مارس 1973. اشتهر بعمله في المبدأ الأنثروبي ودراسة المخاطر التي تتعرض الحضارة والبشر وكوكب الأرض والمبدأ الإنساني وأخلاقيات التعزيز ومخاطر الذكاء الخارق. أسس برنامج أكسفورد مارتن حول آثار تكنولوجيا المستقبل، وهو المدير المؤسس لمعهد مستقبل الإنسانية في جامعة أكسفورد. أُدرج في عامي 2009 و2015 ضمن قائمة أفضل 100 مفكر عالمي في مجلة فورين بوليسي.
ألف بوستروم أكثر من 200 منشور، وألف كتابين وشارك في تحرير كتابين آخرين. الكتابان اللذان ألفهما هما «التحيز الأنثروبي: الآثارو الاختيار والملاحظة في العلم والفلسفة» في عام 2002 وكتاب «الذكاء الخارق: المسارات والأخطار والاستراتيجيات» في عام 2014. كان كتاب الذكاء الخارق من أكثر الكتب مبيعًا في قائمة صحيفة نيويورك تايمز، أوصى  إيلون مسك وبيل غيتس بهذا الكتاب من بين آخرين، وساعد على نشر مصطلح الذكاء الخارق.
اعتقد بوستروم أن الذكاء الخارق، الذي يعرّفه بأنه «أي فكر يتجاوز الأداء المعرفي للبشر بدرجة كبيرة في جميع مجالات الاهتمام تقريبًا» هو نتيجة محتملة للتقدم في الذكاء الاصطناعي. ويرى أن ظهور الذكاء الخارق يشكل خطر كبير محتمل على البشر، لكنه يرفض فكرة أن البشر عاجزون عن إيقاف آثاره السلبية. شارك بوستروم في عام 2017 في وضع قائمة تضم 23 مبدأً يجب أن تتبعها جميع عمليات تطوير الذكاء الاصطناعي.

## وجهات النظر

### الأخطار الوجودية
تُبدي جوانب من بحث بوستروم قلقًا حول مستقبل البشرية والنتائج طويلة الأجل. ويناقش الخطر الوجودي الذي يعّرفه بأنه أحد النتائج السلبية التي قد تقضي على الحياة الذكية التي نشأت على الأرض أو تقلل بشكل دائم وكبير من احتمال وجودها. في مجلدات المخاطر الكارثية العالمية التي صدرت عام 2008، يصف المحرران بوستروم وميلانو م. شيركوفيتش العلاقة بين الخطر الوجودي والفئة الأوسع من المخاطر الكارثية العالمية، ويربطان المخاطر الوجودية بآثار اختيار المراقبين ومفارقة فيرمي. أسس بوستروم في عام 2005 معهد مستقبل الإنسانية الذي يبحث في المستقبل البعيد للحضارة الإنسانية. وهو أيضًا مستشار في مركز دراسة المخاطر الوجودية.

## الذكاء الخارق

### الضعف البشري أمام بالتقدم في الذكاء الاصطناعي
أوضح بوستروم في كتابه في عام 2014 (الذكاء الخارق: المسارات والأخطار والاستراتيجيات) أن «خلق كائن ذكي خارق يمثل وسيلة محتملة لانقراض البشرية». يجادل بوستروم أن الحاسب الذي يملك مقدرة فكرية عامة قريبة من مستوى البشر يمكن أن يبدأ انفجارًا معرفيًا على نطاق زمني رقمي وينشأ نتيجة لذلك على الفور شيء قوي لدرجة قد تدمر النوع البشري عمدًا أو عن طريق الصدفة. يؤكد بوستروم أن قوة الذكاء الخارق ستكون كبيرة للغاية قد تصل لفتح الحدود القصوى، على سبيل المثال، الهدف من حساب الرمز الرياضي ط قد يؤدي تباعًا إلى نمو منشآت مصنعة بتكنولوجيا النانو وانتشارها فوق سطح الأرض وتغطيته بالكامل في غضون أيام. ويعتقد أن الذكاء الخارق سيشكل خطرًا على الوجود البشري فور ظهوره، ما يخلق مشكلة صعبة للغاية وهي معرفة كيفية السيطرة على مثل هذا الكيان قبل أن يصبح موجود بالفعل.
هناك تحذير من وجود توجيهات رئيسية للذكاء الصنعي ترفق بالإنسان تعول على الدقة المطلقة للمعرفة الإنسانية التي استندت إليها. يشير بوستروم إلى أن عدم وجود اتفاق بين معظم الفلاسفة دليل على أن معظمهم مخطئون، مع ما يصاحب ذلك من احتمال أن يكون المفهوم الأساسي للعلوم الحالية غير صحيح. يقول بوستروم إن الافتراض الشائع هو أن الذكاء العالي سيؤدي لشخصية غير عدوانية ونرديه. لكن يلاحظ أن كلا من جون فون نيومان وبيرتراند راسل أيّدا توجيه ضربة نووية، أو التهديد بها، لمنع امتلاك السوفييت القنبلة الذرية.
نظرًا لعدم وجود الكثير من السوابق التي تقودنا لفهم ما قد تمليه العقلانية النقية غير المرتبطة الإنسان، على النظام المنفرد المحتمل للذكاء الصنعي الذي بقي مقصيًا. قد تجعل الوسائل غير المحدودة نسبيًا للذكاء الفائق تحليلها يسير وفقًا لخطوط مختلفة لتقييمات الإنتاجية المتناقضة المتطورة التي تمنح البشر إحساس النفور الأساسي من الخطر.
يُظهر الاصطفاء الزمري عند الحيوانات المفترسة التي تأكل لحوم البشر الطبيعة غير البديهية لمنطق البحث التطوري غير البشري. وبالتالي البشر ليسوا مستعدين لفهم ما قد تكون نوايا الذكاء الاصطناعي. وفقًا لذلك، لا يمكن إهمال فكرة أنه أي نوع من الذكاء الخارق سيتبع حتمًا إستراتيجية عمل هجومية «كل شيء أو لا شيء» من أجل تحقيق الهيمنة وضمان بقائها. يلاحظ بوستروم أنه حتى البرامج الحالية مثل ماكجايفر، تواجه حلولًا للأجهزة غير قابلة للتطبيق على ما يبدو ولكنها تعمل، ما يجعل العزلة الكبيرة للذكاء الخارق مشكلة.

## مؤلفاته
- بوستروم, نيك. التحيز الانثروبي : آثار اختيار الملاحظة في العلم والفلسفة (بالإنجليزية). ISBN:0-415-93858-9.
- بوستروم, نيك. ذريعة المخاطر العالمية (بالإنجليزية). ISBN:978-0-19-857050-9.
- جوليان سافوليسكو, نيك بوستروم. تعزيز الإنسان (بالإنجليزية). ISBN:ISBN 0-19-929972-2. {{استشهاد بكتاب}}: تأكد من صحة |isbn= القيمة: حرف غير صالح (help)